# کوستن (بلغارستان)
کوستن (به بلغاری: Kosten) یک منطقهٔ مسکونی در بلغارستان است که در استان بورگاس واقع شده‌است.